# Смерть в кино
«Смерть в кино» — советский полнометражный детективный художественный фильм, поставленный режиссёром Константином Худяковым. Премьера фильма состоялась в сентябре 1991 года.

## Сюжет
В окрестностях Ялтинской киностудии заканчивается подготовка к съёмкам кинокартины. Декорации уже смонтированы, но съёмочная группа, кроме режиссёра Александра Александровича и кинооператора Володи, ещё не приехала на место. Предприимчивый сторож Василий Кузьмич Столбов выгодно использует сложившуюся ситуацию, сдавая съёмочные помещения «дикарям», которым по тем или иным причинам не удалось поселиться в других местах.
Вечером затевается шумное застолье, в самый пик которого оператор Володя, по наущению режиссёра Александра Александровича, сперва тайно от всех, а затем и в открытую начинает снимать весёлую гулянку. Он берёт мини-интервью у каждого из гостей и снимает происходящее на кинокамеру, при этом свои вопросы он задаёт дерзко, а ответы отдыхающих сопровождает циничными и грубыми комментариями, которые глубоко оскорбляют согретую спиртными напитками публику. Между оператором и остальными гостями возникает словесная перепалка, звучат угрозы, дело доходит до потасовки — Володя толкает пожилого номенклатурного работника, зампреда горисполкома Сергея Сергеевича Иванцова и оскорбляет его любовницу Капитолину, с которой тот тайно от жены и коллег по работе приехал на отдых. Известный актёр Александр Томин со своей любовницей Леной и её подругой Машей также получают свою долю саркастических шуточек и откровенных оскорблений. Молодой человек Егор, отдыхающий на море со своей невестой Юлей, заступаясь за свою возлюбленную, толкает, а затем и бьёт кулаком в лицо наглеца, как будто специально провоцирующего конфликт. Бывший уголовник Анатолий, пытаясь унять распоясавшегося дебошира, в грубой форме угрожает ему расправой. В конце концов режиссёр Александр Александрович выключает музыку и уводит зарвавшегося оператора Володю в помещение декорации, чтобы тот проспался.
На следующее утро Володю находят лежащим в крови с пробитой головой. Подозрение в убийстве падает на всех гостей — каждый из них накануне был оскорблён оператором, и каждый отвечал на его оскорбления угрозами.
Поскольку, как оказывается, каждому из присутствующих есть что скрывать, милицию не вызывают — за расследование самочинно берётся сторож Столбов, бывший сотрудник органов, майор запаса. Василий Кузьмич с упоением возвращается в прошлое, используя весь свой привычный арсенал: необоснованные обвинения, провокации, силовые методы воздействия. Гости по-разному ведут себя в экстраординарной ситуации: после того как подозреваемыми перебывали все, пережитый стресс обнажил не самые лучшие черты их характеров.
В результате дотошного расследования, которое новоявленный Пинкертон, как ему казалось, провёл с завидной ловкостью и умением, ничего выяснить не удалось. Но внезапно Володя появляется живой и здоровый; оказывается, это было вовсе не убийство, а всего лишь жестокий розыгрыш со стороны режиссёра, решившего запечатлеть на плёнке подлинные переживания людей, попавших в сложную ситуацию.
Глубоко обиженный Василий Кузьмич вначале впадает в ступор, но затем в порыве гнева стреляет из охотничьего ружья в «ожившего» оператора, который по команде режиссёра продолжает его снимать. И фильм заканчивается уже не киношной, а вполне реальной смертью.

## В ролях
- Иван Бортник — Василий Кузьмич Столбов, сторож Ялтинской киностудии, бывший сотрудник органов, майор запаса
- Анатолий Ромашин — Сергей (по паспорту Стален) Сергеевич Иванцов, номенклатурный работник, зампред горисполкома
- Ирина Розанова — Капитолина, любовница Иванцова
- Леонид Каневский — Александр Томин, артист
- Елена Шанина — Лена, любовница Томина
- Марина Бакина (в титрах — Мария Константинова) — Маша, подруга Лены
- Андрей Сергеев — Анатолий, бывший уголовник
- Владислав Галкин — Егор Петрович Соколов, дезертир
- Юлия Ромашина (в титрах — Юлиана Иванова) — Юлия, невеста Егора
- Александр Парра — Александр Александрович, режиссёр
- Виктор Бакин — Володя, оператор

## Съёмочная группа
- Авторы сценария — Эдуард Володарский, Валентин Черных, Валерий Фрид
- Режиссёр-постановщик — Константин Худяков
- Оператор-постановщик — Юрий Райский
- Художники-постановщики — Борис Бланк, Юрий Коромыслов
- Композитор — Микаэл Таравирдиев
- Звукорежиссёр-постановщик — Владимир Мазуров
- Режиссёр — Олег Григорович
- Оператор — Эдуард Гимпель
- Монтажёр — Галина Патрикеева
- Художник-гримёр — Любовь Куликова
- Художник-костюмер — Жанна Мелконян
- Оператор комбинированных съёмок — Виктор Жанов
- Художник комбинированных съёмок — Альберт Рудаченко
- Мастер по свету — Сергей Шебеко
- Художник-декоратор — Сергей Синяков
- Ассистенты режиссёра — Зоя Ремизова, Семён Вортман
- Ассистент монтажёра — Татьяна Моргун
- Ассистент художника-костюмера — Ольга Комарова
- Ассистент звукорежиссёра — Юрий Рейнбах
- Цветоустановщик — Божена Масленникова
- Монтажёр негатива — Раиса Кострулёва
- Звукооператор — Владимир Кузнецов
- Администраторы — Ева Зуева, Наталья Власовская
- Редакторы — Елена Бокшицкая, Елена Караева
- Музыкальный редактор — Минна Бланк
- Директор картины: Александр Нахимсон

## Критика
Киновед Ирина Шилова так охарактеризовала фильм Константина Худякова: «Название, что и говорить, манящее. Обещается нечто — не как в кино, а как бы настоящее: смерть в кино. Стало быть, соблазна даже два — и чья-то смерть, и что-то про кино».
Кинокритик Вячеслав Шмыров, сравнивая картину Худякова с его же фильмом «Успех», снятым в 1984 году, видит в ней «неудачную попытку превращения киноигры в реальность», а также то, что «кинолента „Смерть в кино“ воссоздаёт некое подобие среднеевропейской пьесы в духе Фридриха Дюрренматта или Джона Пристли».